# St-Érasme (Blienschwiller)

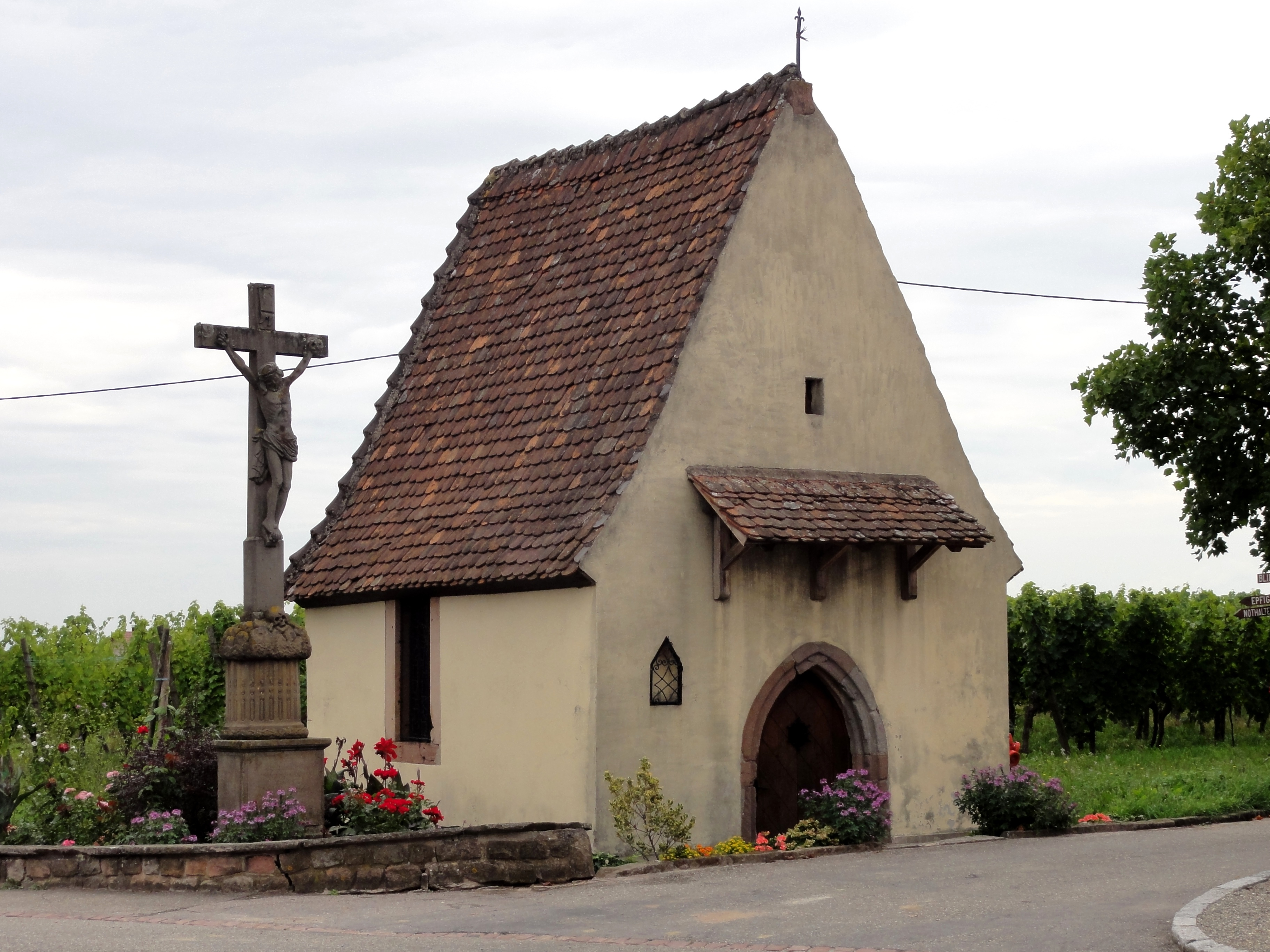
Blienschwiller, Kapelle St-Érasme und Wegekreuz

St-Érasme ist eine römisch-katholische Kapelle in Blienschwiller im Elsass (Département Bas-Rhin). Die Kapelle sowie das Wegekreuz vor dem Gotteshaus sind eingetragen im Verzeichnis des kulturellen Erbes Frankreichs.

## Geschichte
Die Kapelle wurde vermutlich im 13. Jahrhundert durch die Zisterzienserabtei Baumgarten auf gallo-römischen Fundamenten errichtet. Die erste urkundliche Erwähnung erfolgte 1371. Die Kapelle stand ursprünglich unter dem Patrozinium Unserer Lieben Frau. 1666 wurde zum ersten Mal das Erasmus von Antiochia-Patrozinium erwähnt.
Im 17. Jahrhundert wurde die Kapelle grundlegend renoviert. Das gotische Portal stammt aus der Pfarrkirche Sts-Innocents und wurde im 18. Jahrhundert an Stelle des älteren romanischen Portals eingebaut. Bei Renovierungsarbeiten 1965 wurden Freskenreste wohl aus dem 14. Jahrhundert, darunter eine Darstellung des Totentanzes, zerstört. Gleichzeitig wurden unter dem Putz Spuren von fünf romanische Fenstern und des alten Portals entdeckt.